# Gelechioidea
Gelechioidea is de wetenschappelijke naam van een superfamilie van vlinders. De superfamilie telt in totaal ruim achttienduizend soorten, verdeeld over bijna vijftienhonderd geslachten. De soortenrijkste familie, met ruim vijfduizend soorten, is de familie van de tastermotten (Gelechiidae). Andere grote families zijn de sikkelmotten (Oecophoridae) en de grasmineermotten (Elachistidae), beide met ruim drieduizend soorten, waarbij moet worden opgemerkt dat de familie Elachistidae lang heeft gefungeerd als een verzamelbak voor moeilijk plaatsbare geslachten.
De indeling van de superfamilie is nog sterk aan verandering onderhevig en de onderstaande indeling in families is niet meer dan een voorlopige, gebaseerd op de breed ondersteunde publicatie van Van Nieukerken et al. uit 2011. en op de publicatie van Heikkilä, M. et al. uit 2014.

## Families
- Ashinagidae Matsumura, 1929
- Autostichidae Le Marchand, 1947 – Dominomotten
- Batrachedridae Heinemann & Wocke, 1876 – Smalvleugelmotten
- Blastobasidae Meyrick, 1894 – Spaandermotten
- Coleophoridae Bruand, 1850 – Kokermotten
- Cosmopterigidae Heinemann & Wocke, 1876 – Prachtmotten
- Depressariidae Meyrick, 1883 – Platlijfjes
- Elachistidae Bruand, 1850 – Grasmineermotten
- Epimarptidae Meyrick, 1914
- Ethmiidae Busck, 1909[3] – Zwartwitmotten
- Gelechiidae Stainton, 1854 – Tastermotten of Palpmotten
- Lecithoceridae Le Marchand, 1947
- Lypusidae Herrich-Schäffer, 1857 – Schijn‐zakdragers
- Momphidae Herrich-Schäffer, 1857 – Wilgenroosjesmotten
- Oecophoridae Bruand, 1850 – Sikkelmotten
- Peleopodidae Hodges, 1974
- Pterolonchidae Meyrick, 1918
- Schistonoeidae Hodges, 1998
- Scythrididae Rebel, 1901 – Dikkopmotten
- Stathmopodidae Janse, 1917 – Pootmotten
- Xyloryctidae Meyrick, 1890

## Taxonomische wijzigingen
- De kwastmotten (Agonoxenidae) zijn als onderfamilie Agonoxeninae in de familie Elachistidae ondergebracht.
- De voorheen als aparte familie onderscheiden Holcopogonidae zijn nu als onderfamilie Holcopogoninae in de familie Autostichidae ondergebracht.
- De kortvleugelmotten (Chimabachidae) zijn sinds de publicatie van Heikkilä et al.[2] als onderfamilie in de schijn‐zakdragers (Lypusidae) ondergebracht.
- De voormalige families Coelopoetidae en Syringopaidae zijn sinds de publicatie van Heikkilä et al.[2] als onderfamilie in de familie Pterolonchidae ondergebracht.
- De voormalige families Ashinagidae en Ethmiidae worden in de publicatie van Wang & Li[4] (weer) als een volwaardige families beschouwd.